# 尤比列伊宁斯科耶村委员会
尤比列伊宁斯科耶村委员会（俄语：Юбилейнинский сельсовет）是俄罗斯联邦阿斯特拉罕州克拉斯内亚尔区所属的一个村委员会。其下辖有4个居民点，行政中心为阿尔恰。据2015年统计，该村委员会的人口为1266人。